# 한펑
한펑(중국어 간체자: 韩鹏, 정체자: 韓鵬, 병음: Hán Péng, 한자음: 한붕, 1983년 9월 13일 ~ )은 중국의 전 축구 선수로서 현역 시절 포지션은 공격수였다.

## 축구인 생활

### 선수 생활
중국 슈퍼 리그 산둥 루넝의 유스팀을 거쳐 산둥 소속으로 프로 무대에 데뷔하였으며, 2005년 리그에서 7골을 기록하며 두각을 보이기 시작하였다. 오랜 기간 부상을 겪은 2008년을 제외하면, 2006년부터 꾸준히 정규 리그에서 두자릿 수 득점 기록을 이어가고 있다.

### 국가대표 생활
2006년 6월 3일 스위스와의 친선 경기에 출전하며 A매치 데뷔전을 치렀다.